# جاك شو
جاك شو (بالإنجليزية: Jack Shaw)‏ (2 أكتوبر 1916 بأولدهام في المملكة المتحدة - 22 أكتوبر 1973 في المملكة المتحدة) هو لاعب كرة قدم بريطاني (وحمل سابقاً جنسية المملكة المتحدة لبريطانيا العظمى وأيرلندا) في مركز نصف الجناح. لعب مع أولدهام أثلتيك وبرمنغهام سيتي وغريمسبي تاون ونادي واتفورد وMossley A.F.C. ‏.

## وصلات خارجية
- جاك شو على موقع قاعدة بيانات كرة القدم.إي يو (الإنجليزية)